# Ambroise Guellec
Ambroise Guellec (* 26. März 1941 in Peumerit, Finistère) ist ein französischer Politiker der Union pour un mouvement populaire (UMP).
Guellec studierte Agrarwissenschaften an der INA Paris. Von 1979 bis 2008 war er Bürgermeister von Pouldreuzic. Zwischen 1988 und 1997 saß er als Abgeordneter in der Französischen Nationalversammlung für die UMP. Von 2004 bis 2009 war er Abgeordneter im Europäischen Parlament.